# Die Judenbank
Die Judenbank ist ein Theaterstück des Schauspielers Reinhold Massag aus dem Jahr 1995, das sich mit der Zeit des Nationalsozialismus beschäftigt.

## Struktur
Bei der Judenbank handelt es sich um ein Ein-Personen-Stück mit monologischem Aufbau.

## Aufführungsgeschichte
Das Stück wurde am 4. März 1995 am Landestheater Schwaben in Memmingen uraufgeführt. Die Regie führte Yorg Schienle, die Rolle des Dominikus Schmeinta übernahm der Autor. Das Stück erfuhr Aufführungen an weiteren Bühnen, so bei den Bayerischen Theatertagen des Premierenjahres in Hof, wo es auch ausgezeichnet wurde. Die erste internationale Übernahme des Stücks fand am 14. März 2002 am österreichischen Theater Spielraum unter der Regie von Dania Horký statt.

## Inhalt
Der schwerversehrte, einfache Dorfbewohner Dominikus Schmeinta darf eines Tages nicht mehr seine Lieblingsbank auf dem Bahnhof zu Ottersdorf benutzen. Ein Schild „Nur für Juden“ verbietet es ihm, „seine Bank“, auf der er seit 20 Jahren sitzt, zu benutzen. Er versteht die Welt nicht mehr und sinniert über die Auswirkungen des Nationalsozialismus auf das Leben in seinem Dorf.
Dominikus beschließt, selbst Jude zu werden, um seine Rechte, auf der Bank zu sitzen, zurückzuerhalten, und schreibt an den Führer in Berlin. Die Sache nimmt ihren Lauf, und Dominikus findet sich in der Heil- und Pflegeanstalt wieder. Kurz vor Kriegsende werden die Insassen der Heil- und Pflegeanstalt verlegt. 

## Rezensionen
Die Süddeutsche Zeitung nannte Die Judenbank einen leisen, überzeugenden Text und ein „anrührendes, fein gearbeitetes Einpersonenstück“.

## Auszeichnung
Das Stück erhielt 1995 den Förderpreis der Bayerischen Theatertage in Hof. 